# 小行星2881
小行星2881（2881 Meiden）是一颗围绕太阳公转的小行星。1983年1月12日，布萊恩·A·史基夫在可可尼诺县发现了此天体。
該小行星以立陶宛神話的森林女神梅黛娜命名。
这颗小行星的绝对星等为326.5760193084164等。